# Reserva Silkosiya

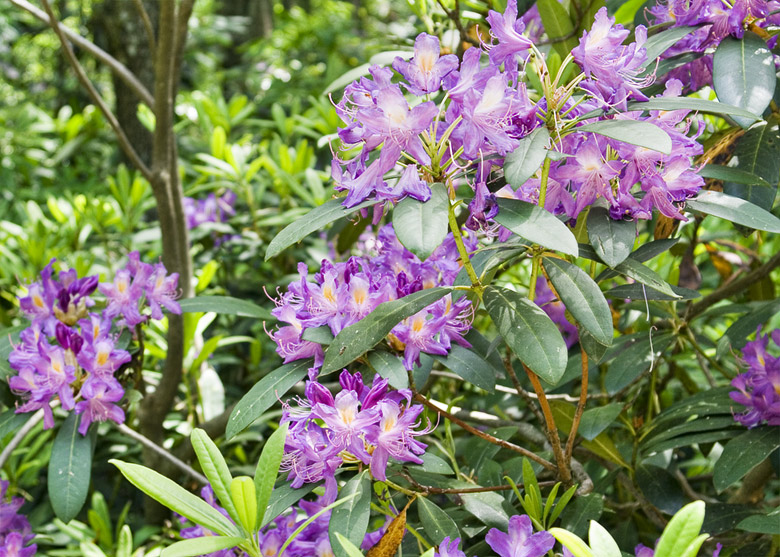
Revientamulas.

La reserva  de Silkosiya (en búlgaro: Силкосия) es una reserva natural, situada en las montañas de Istranca, al sureste de Bulgaria. Su territorio está cerca de las localidades de Kosti y Balgari. Es la reserva más antigua en el país, declarada el 23 de julio de 1931, con el fin de proteger los arbustos de hoja perenne únicas en Europa. Abarca parte de la zona de influencia de Veleka con un territorio de 396 hectáreas. El terreno es variado; en las partes bajas son, en su mayoría, zonas pantanosas con la flora típica de la Europa Central. La reserva abarca el territorio comprendido entre 100 y 250 m de altitud y es, pues, las reservas naturales más baja, en cuanto en altitud, en el país.

## Flora
La variedad de especies de plantas es muy grande. Hay muestras de diferentes latitudes geográficas que hace que sea interesante para los científicos. La inversión de plantas se puede observar en la reserva. Por lo general, las hayas se encuentran en las zonas más altas y frías, mientras que los robles ocupan las partes más bajas. En Silkosia es al revés: los bosques de roble se encuentra más alto en la montaña.
En el valle húmedo hay especies raras, como el revientamuelas, el laurel, el arándano caucausian, y el tejo común se puede observar. También es el único lugar en Europa donde el níspero salvaje se puede encontrar. Las flores más comunes son la prímula caucausian y el muelle de ciclamen, que florecen en febrero y marzo.

## Fauna

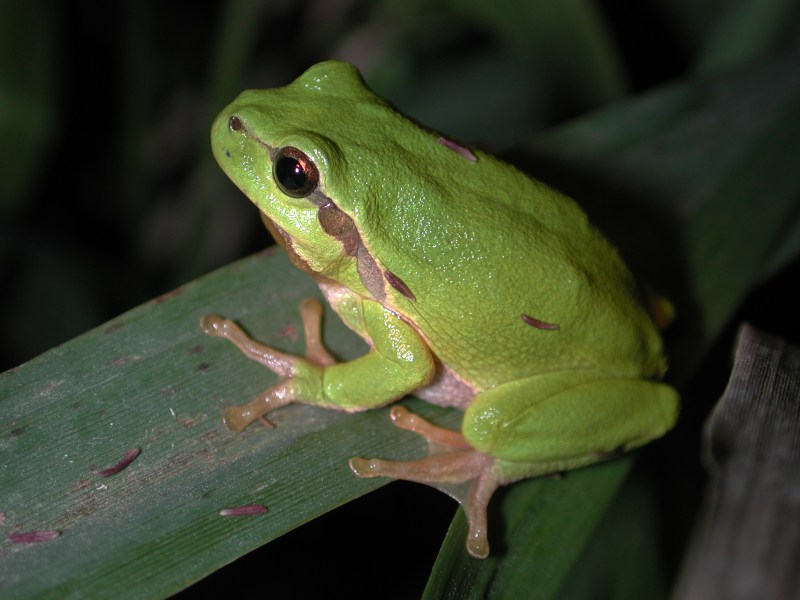
Ranita de San Antonio.

La reserva Silkosiya tiene una rica fauna. Las especies de anfibios más comunes son el sapo verde, ranita de San Antonio y la rana ágil.
Reptiles típicos en la reserva son la tortuga mora, tortuga mediterránea, lución y el Pseudopus apodus. También hay muchas especies de serpientes, como el Coluber caspius, culebra de Esculapio, Elaphe sauromates, culebra bastarda, entre otros.
Hay varias especies de aves. La oropéndola europea, ruiseñor, curruca cabecinegra, curruca zarcera, mirlo común, arrendajo, nidos de pinzón vulgar en la reserva, así como diferentes especies de las familias Falconiformes, Picidae, entre muchas otras especies.
Entre los mamíferos destacan el gato montés, garduña, marta, lobo, jabalí y otros.